# バスケットボール女子ポーランド代表
バスケットボールポーランド代表（Poland women's national basketball team）は、ポーランドバスケットボール連盟により国際大会に派遣される女子バスケットボールのナショナルチームである。

## 歴史
1999年に自国開催で行われたユーロバスケットで初優勝を遂げ、シドニー五輪初出場を果たす。

## 主な国際大会成績
- オリンピック
  - 2000年 － 8位
- W杯の成績
  - 1959年 － 5位
  - 1983年 － 7位
  - 1990年 － 13位
- ユーロバスケットの成績
  - 優勝：1回（1999）

## 主な選手
- マウゴジャータ・ディデック